# Saley Boubé Bali
Saley Boubé Bali (* 1963 in Zonkoto Banda) ist ein nigrischer Schriftsteller, Journalist und Literaturwissenschaftler.

## Leben
Saley Boubé Bali stammt aus einer Familie von Bauern im zentralen Westen Nigers. Sein Geburtsort Zonkoto Banda ist ein Dorf im ländlichen Gemeindegebiet der Stadtgemeinde Loga. Bali machte ein Doktorat in Literaturwissenschaft mit Schwerpunkt auf weibliche mündliche Überlieferung. Er forschte an der Abdou-Moumouni-Universität Niamey und übernahm an der Universität Zinder die Leitung des Instituts für Literatur, Kunst und Kommunikation.
Bali arbeitete zudem als Journalist und gab die von ihm gegründete geopolitische Monatszeitschrift Notre Cause, l’Afrique heraus. Er ist der Autor mehrerer Romane in französischer Sprache. In seinem 2013 erschienenen Roman Sargadji l’indomptable befasste er sich mit dem Widerstand des Dorfs Sargadji gegen die französische Kolonisierung. Bali war am Kulturprogramm der Spiele der Frankophonie 2005 und der Spiele der CENSAD 2010 beteiligt, die beide in Niamey stattfanden. Er wurde 2008 mit dem anlässlich des fünfzigjährigen Bestehens der Republik Niger vergebenen Preis für Dichtkunst ausgezeichnet.

## Werke
- L’enfer – Les fleurs. In: Ecriture. Littératures du Niger. Nr. 42. Lausanne 1993, S. 153–155.
- Hawad et la poésie de l’errance. In: Ecriture. Nr. 42: Littératures du Niger. Lausanne 1993, S. 171–179.
- KoKowa. La lutte traditionnelle au Niger. Mit Fotografien von Jean-Luc Ruszniewski. Sepia, Saint-Maur-des-Fossés 2005, ISBN 2-84280-102-4.
- Tébonsé, ou le destin d’un enfant de la rue. Afrique Lecture, Niamey 2009, ISBN 978-2-35229-045-2.
- Bandado. La fille aux paupières noires. Afrique Lecture, Niamey 2010, ISBN 978-2-35229-043-8.
- Le fils du sage. Afrique Lecture, Niamey 2010, ISBN 978-2-35229-107-7.
- Sargadji l’indomptable. Publications Jones & Co, Champigny-Sur-Marne 2013.
- Chanson traditionnelle et droit auteur. Cas des cantatrices Zalay au Niger. In: Éthiopiques. Revue négro-africaine de littérature et de philosophie. Nr. 97, 2016, S. 7–21.
- Gouttes de larmes. Poésie. Mit einem Vorwort von Koffi Boko. Les Impliqués, Paris 2018, ISBN 978-2-343-15888-4.